# Terence Battersby
Terence Esmond Maxwell Battersby, britanski general in igralec kriketa, * 29. oktober 1893, † 10. januar 1972.